# Bajželj
Bajželj je priimek v Sloveniji, ki ga je po podatkih Statističnega urada Republike Slovenije na dan 1. januarja 2010 uporabljalo 311 oseb in je med vsemi priimki po pogostosti uporabe uvrščen na 1.242. mesto.

## Znani nosilci priimka
- Ana Bajželj Bevilacqua, filozofinja, strokovnjakinja za vzhodne filozofije/religije (džainizem)
- Blaž Bajželj (*1977, Ljubljana), industrijski in grafični obllikovalec
- Bojana Bajželj (*1983), raziskovalka okoljskih tehnologij (VB)
- Borut Bajželj (*1938, Ljubljana), sistemski inženir IBM, podžupan občine Škofja Loka (1998-2002)
- Boris Bajželj (*1943, Kikinda), romanist, turistični strokovnjak, predstavnik jugoslovanskega in slovenskega turizma turizma v Italiji (Milano 1983-88 oz. 1995-2007), turistični vodnik, publicist, prevajalec
- Franc Bajželj (1907, Trst—1969, Ljubljana), gradbenik, dolgoletni predsednik Zveze gradbenih inženirjev in tehnikov Slovenije
- Ivan Bajželj (1877—1937), učitelj, šolnik, športni pedagog
- Jana Bajželj (r. Papler) (*1969) novinarka RTV Slovenija
- Katarina Bajželj (*1965, Ljubljana), prevajalka
- Lenka Bajželj (*1943), r. Jaš, umetnostna zgodov., sekretarka Bienala industrijskega oblikovanja 1971-2002
- Ljerka Bajželj, industrijska oblikovalka
- Maja Bajželj (*1967, Ljubljana), urednica
- Martin Bajželj, statistik
- Rudi Bajželj (1909, Trst—1993, Ljubljana), profesor in dogoletni ravnatelj OŠ Prežihov Voranc v Ljubljani
- Tatjana Šopova (r. Bajželj) (*11.11.1943), pianistka in harfistka, ki je delovala predvsem v Skopju
- Tereza Mihaela Hrženjak (r. Bajželj) (*1933), biologinja, delujoča na Hrvaškem
- Tomaž Bajželj (*1979), skladatelj
- Uroš Bajželj (1931—2020), montanist-geotehnolog, univ. profesor